# Germame Neway

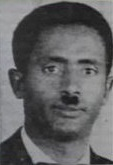
Germame Neway.

Germame Neway (1924 - 1960) foi um político etíope que liderou uma tentativa para destituir o imperador Hailé Selassié enquanto este se encontrava em visita de estado ao Brasil, em 1960.

## Carreira
Oriundo de uma família nobre, após terminar os estudos liceais foi enviado para os Estados Unidos,para o ensino superior.
Quando regressou à Etiópia o Imperador nomeou-o Governador da província produtora de café do Sul de Sidamo. Durante a sua governação deu inicio a um programa de construção de escolas e defendeu a entrega de terras não cultivadas ao "sem-terra". As suas acções levaram a oligarquia da província, hoje designada por Região das Nações, Nacionalidades e Povos do Sul, a pedir a sua substituição. Afastado, foi nomeado para governador de Djidjiga, uma zona escassamente povoada.

## Conspiração
Germame Neway tinha a consciência de como a Etiópia estava atrasada, e o seu sistema político, a corrupção, etc, impediam o seu desenvolvimento. Devido à sua vivência no estrangeiro tinha ideias progressistas e uma visão moderna, que entrava em choque com o status quo do regime.
Germame aproveitou o afastamento para, juntamente com o irmão, o general Mengistsu Neway da Guarda Imperial, o general Tsigue Dibou (chefe da polícia imperial), o coronel Workneh Gebayehu (chefe da segurança do palácio) e o general Dibou, organizar um golpe para depor o Imperador.
O golpe teve lugar a 13 de Dezembro. Os revoltosos prenderam a imperatriz e o herdeiro do trono, Asfa Wossen, que inclusive foi à rádio ler uma proclamação que estabelecia um novo governo, do qual ele fazia parte. Rapidamente forças do exército leais, na sua maioria comandadas por familiares do Imperador, iniciaram manobras para derrotar os revoltosos. O Imperador, que regressou do Brasil assim que teve conhecimento, escalando em outros países africanos, até ter a certeza que o golpe havia sido esmagado.
Os combates, quase em exclusivo na capital, centraram-se no palácio imperial. A 16 de Dezembro, estava tudo terminado. Germame, o irmão e um capitão da guarda (Baye) fugiram para os bosques, onde uma semana depois foram encurralados por populares. Germame cometeu suicídio, depois de disparar sobre os outros dois.
Dos revoltosos só Mengistsu Neway sobreviveu à intentona.